# 배틀 프런티어/포켓몬카조에우타
〈배틀 프런티어/포켓몬 숫자 풀이 노래〉(일본어: バトルフロンティア/ポケモンかぞえうた 바토루후론티아/포케몬카조에우타[*])는 타카야 아키나와 카나자와 메이코의 싱글이다.

## 내용
- 〈배틀 프론티어〉는 TV 도쿄계 《포켓몬스터 AG》의 오프닝 테마이며, 〈포켓몬 숫자 풀이 노래〉는 엔딩 테마이다.

## 수록곡
1. 배틀 프런티어(バトルフロンティア)
  - 노래: 타카야 아키나
  - 작사 · 작곡: Rie, 편곡: 타카나시 야스하루
2. 포켓몬 숫자 풀이 노래(ポケモンかぞえうた)
  - 노래: 카나자와 아키코
  - 작사: 토다 아키히토, 작곡 · 편곡: 타나카 히로카즈

안무는 펌프킨 키타노가 맡았다.
3. 포켓몬 심포닉 오케스트라 (뮤지컬 메들리 버전)(ポケモンシンフォニックオーケストラ〜ミュージカルメドレー・バージョン〜)
어드밴스 어드벤처→스마일!!→그 곳에 하늘이 있으니까→폴카·춤·출까
4. 배틀 프런티어 (오리지널 카라오케)
5. 포켓몬 숫자 풀이 노래 (오리지널 카라오케)

| TV 애니메이션 《포켓몬스터 AG》 오프닝 테마 2005년 7월 21일(135화) ~ 2006년 2월 16일(164화) |                                           |                                            |
| 이전 곡: 〈포켓몬 심포닉 메들리〉                                                           | 타카야 아키나 〈배틀 프론티어〉           | 다음 곡: 마츠모토 리카 〈스퍼트!〉         |
| TV 애니메이션 《포켓몬스터 AG》 엔딩 테마 2005년 7월 7일(134화) ~ 2005년 10월 20일(148화)   |                                           |                                            |
| 이전 곡: 가든 〈GLORY DAY (빛나는 그 날)〉                                                  | 카나자와 아키코 〈포켓몬 숫자 풀이 노래〉 | 다음 곡: 가든 〈GLORY DAY (빛나는 그 날)〉 |